# استیف‌کی
استیف‌کی (به انگلیسی: Stiffkey) یک روستا و محله مدنی در بریتانیا است که در North Norfolk واقع شده‌است. استیف‌کی ۱۴٫۵۵ کیلومتر مربع مساحت و ۲۰۹ نفر جمعیت دارد.